# Fidelis Andria 2018
Maillots
Actualités
Le Fidelis Andria 2018, couramment connue comme Fidelis Andria ou Fidelis, est un club italien de football fondé en 1971. Le siège du club est à Andria dans la région des Pouilles. 

## Historique
- 1971 : fondation du club
- 1992-93 : première saison en Serie B
- 2005 : le club est renommé Associazione Sportiva Andria BAT
- 2013 : le club revient à la dénomination Fidelis Andria

## Palmarès
- Meilleur classement : 9e de Serie B lors de la saison 1993-1994
- Champion de Serie C1 en 1997
- Champion de Serie C2 en 1989
- Champion Serie D en 2015

## Identité du club

### Changements de nom
- 1920-1928 : Andria
- 1928-1946 : Unione Sportiva Fascista De Pinedo
- 1946-1947 : Libertas 1946
- 1947-1948 : Fidelis Andria
- 1948-1971 : Associazione Sportiva Andria
- 1971-2005 : Associazione Sportiva Fidelis Andria
- 2005-2013 : Associazione Sportiva Andria BAT
- 2013-2015 : Società Sportiva Dilettantistica Fidelis Andria 1928
- 2015-2018 : Società Sportiva Fidelis Andria 1928
- 2018-2021 : Società Sportiva Dilettantistica Fidelis Andria 2018
- 2021- : Fidelis Andria 2018

## Joueurs emblématiques
- Nicola Amoruso
- Fabrizio Casazza
- Bernardo Corradi
- Dario Dainelli
- Matjaž Florjančič
- Cristiano Lupatelli
- Luca Mondini
- Davide Nicola
- Renato Olive
- Alessandro Pierini
- Gianvito Plasmati
- Roberto Ripa
- Aco Stojkov
- Ionuț Rada